# Boyd Rutherford

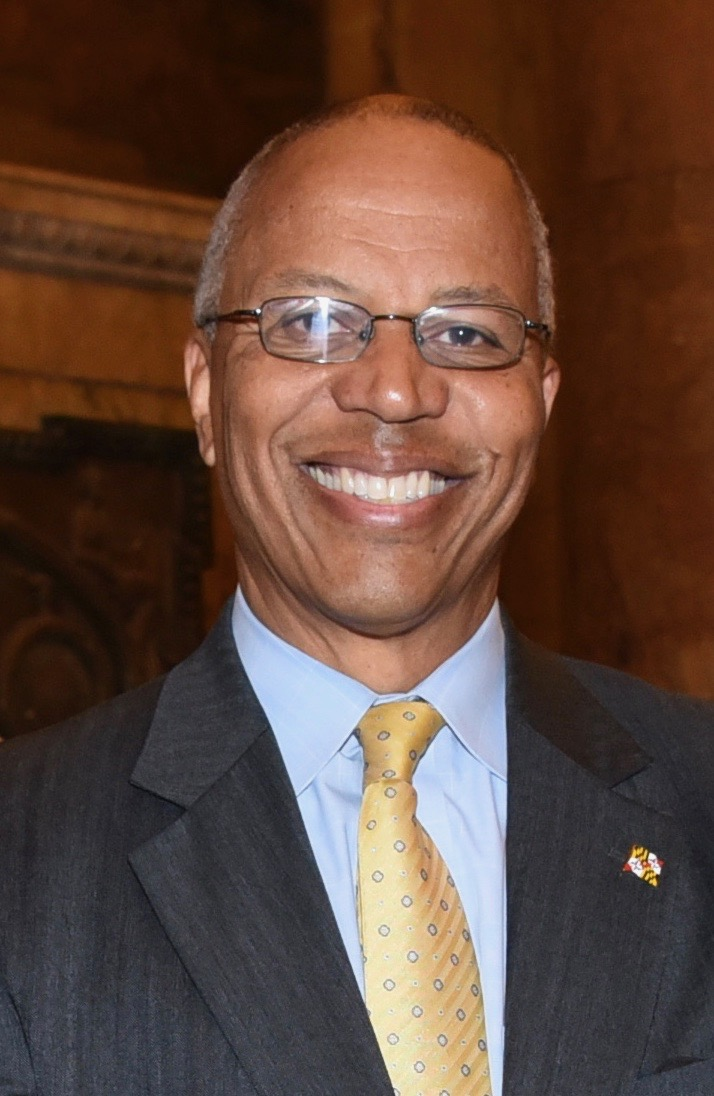
Rutherford 2015

Boyd Kevin Rutherford (* 1. April 1957 in Washington, D.C.) ist ein US-amerikanischer Politiker. Seit 2015 ist er Vizegouverneur des Bundesstaates Maryland.

## Werdegang
Im Jahr 1979 absolvierte Boyd Rutherford die Howard University in Washington, an der er Wirtschaft und Politik studierte. Nach einem Jurastudium an der University of Southern California und seiner 1990 erfolgten Zulassung als Rechtsanwalt begann er in diesem Beruf zu arbeiten. Dabei war er in Kalifornien, Washington D.C. und Baltimore tätig. Außerdem war er in einigen anderen Geschäftsbranchen engagiert.
Politisch schloss er sich der Republikanischen Partei an. Vor seiner Zeit als Vizegouverneur von Maryland hatte er noch kein politisches Wahlamt bekleidet. Allerdings war er sowohl auf Staats- als auch auf Bundesebene in der Verwaltung tätig. So arbeitete er in den Jahren 2001 bis 2003 für die General Services Administration. Von 2003 bis 2006 gehörte er als Secretary of General Services dem Stab von Gouverneur Robert L. Ehrlich an. Anschließend war er bis 2009 beim US-Landwirtschaftsministerium beschäftigt. Dann war er bis 2011 administrativer Leiter des Republican National Committee. Im Jahr 2000 nahm er als Delegierter an der Republican National Convention in Philadelphia teil, auf der George W. Bush als Präsidentschaftskandidat nominiert wurde.
Im November 2014 wurde Rutherford zum Vizegouverneur von Maryland gewählt. Dieses Amt bekleidete er seit dem 21. Januar 2015 als Nachfolger des Demokraten Anthony G. Brown. Dabei ist er Stellvertreter von Gouverneur Larry Hogan.